# Покровськ
Покро́вськ (МФА: [pɔˈkrɔu̯sʲk] ( прослухати); до 1934 року — пристанційне селище Гришине, у 1934–1938 — Постишеве, у 1938—1962 — Красноармійське, у 1962—2016 — Красноармійськ) — місто в Україні, адміністративний центр Покровської міської громади та Покровського району Донецької області.

## Географія
Покровськ розташований у західній частині Донецької області, тому його називають «західними воротами Донбасу». Містом тече річка Гришинка. У південній частині міста бере початок Балка Созонова. Знаходиться у помірних широтах на віддалі 180 км від моря, тому клімат тут помірно континентальний з недостатньою вологістю та засушливо-суховійними явищами. Середньорічна температура повітря становить +7,9 С, найтепліший місяць — липень, найхолодніший — січень, за рік понад 180 теплих днів.

## Історія

### Російська імперія

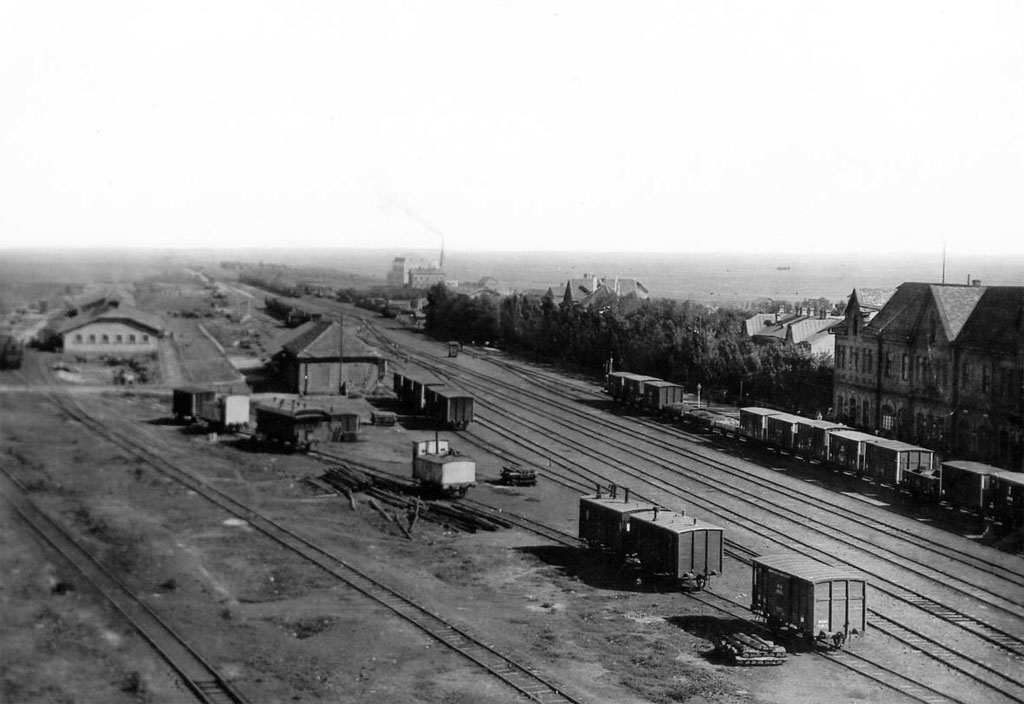
Станція Гришине

Первинна назва міста — Гришине, походить від назви найближчого на той час волосного центру Гришине. Залізнична станція Гришине (Покровськ), що дала життя місту, будувалася на віддалі від нього за 7,9 версти (8,5 км). За даними 1859 року, у казеній слободі Гришине Бахмутського повіту Катеринославської губернії мешкало 3016 осіб (1523 чоловічої статі та 1493 — жіночої), налічувалося 435 дворових господарств, існували православна церква й поштова станція, відбувалися три ярмарки за рік.
Станом на 1886 рік у колишньому державному селі, центрі Гришинської волості, мешкало 4135 осіб, налічувалося 411 дворових господарств, існували православна церква, школа, арештантський будинок, 2 винні склади, 6 крамни́ць і поштова станція, щороку відбувалися три ярмарки.
За переписом 1897 року кількість мешканців зросла до 6633 осіб (3233 чоловічої статі та 3400 — жіночої), з яких 6450 — православної віри.
1908 року в селі мешкало 8038 осіб (3965 чоловічої статі та 4079 — жіночої), налічувалося 1227 дворових господарств.
Виникнення пристанційного селища Гришине пов'язане з будівництвом Катерининської залізниці. Згідно із офіційними даними, у 1875 році за рішенням Міністерства шляхів сполучення Росії у Гришинської сільської громади придбали ділянку землі для будівництва залізничної станції. Частину зі вказаних земель відвели під майбутнє локомотивне депо, будівництво якого розпочалося 1881 року. Це було основне депо на 4 стійла.

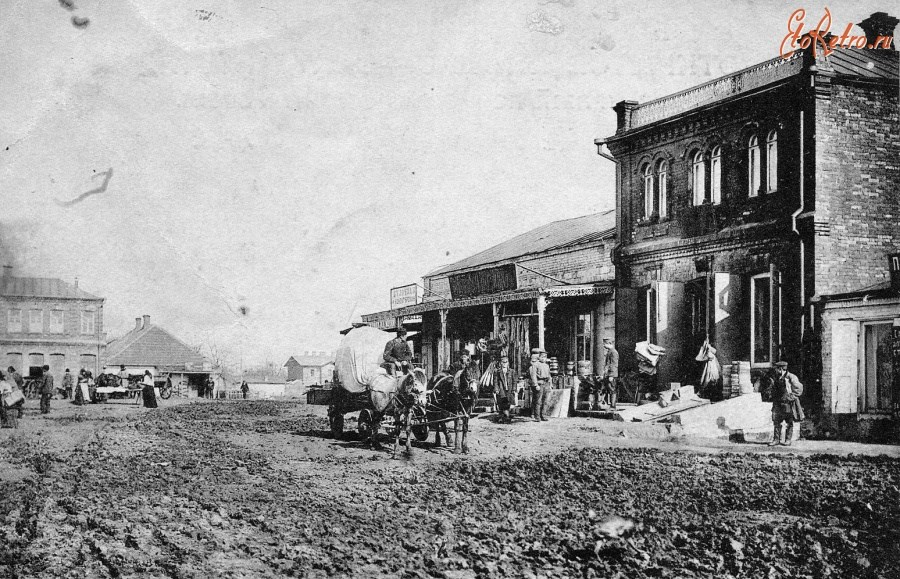
Гришине

Одночасно, у 1881—1882 роках почали будувати інші об'єкти станції Гришине, у тому числі будівлю вокзалу (станом на 1917 рік — загальною площею 200 квадратних сажнів). 1883 року, коли на східній ділянці Катерининської залізниці розпочався тимчасовий товарний і пасажирський рух, вокзальна будівля станції Гришине була готова до експлуатації. У 1884 році був відкритий регулярний вантажний і пасажирський рух Катерининською залізницею.
На вокзалі обладнали зал очікування 3-го класу, буфет, поштову (пізніше — поштово-телеграфну) контору. Згодом з'явилося й фотоательє. Садочки й клумби на привокзальній площі надавали Гришинському вокзалу естетичного вигляду. В перші роки експлуатації Катерининської залізниці пасажирообіг останньої був невеликим — вистачало 1 пари поштових потягів на добу. Але згодом кількість пасажирських потягів поступово зросла, і станом на 1916—1917 роки на головному ході Катерининської залізниці їх було вже до шести на добу. З травня 1917 року розпочався регулярний рух пасажирських потягів на Добропілля й Рутченкове. Це було однією із причин, чому вокзал станції Гришине декілька разів добудовувався. Станом на 1914 рік, по станції Гришине продано 75,6 тис. пасажирських квитків, видано майже 4,3 тис. багажних квитанцій.

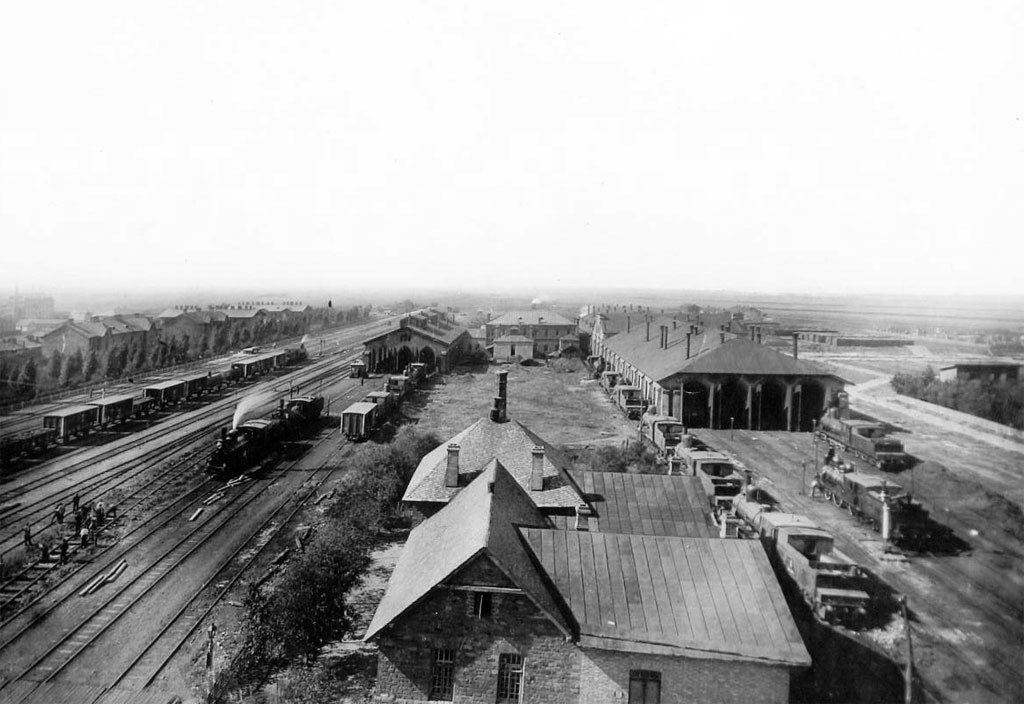
Станція Гришине

З розвитком залізниці, розросталася станція Гришине, з'являлися нові підприємства, зокрема, почалася розробка покладів корисних копалин. З перших років існування залізниці, по станції Гришине відвантажували вугілля. Останнє у 1880-х роках XIX століття на станцію гужем вивозили з-під Новоекономічного (Новоекономічна копальня О. М. Жуковського, Гришинська копальня Південно-Руського Дніпровського металургійного товариства), Жовтої (Божедарівська копальня В. І. Бахірева) тощо. У 1899 році 1710 вагонів вугілля (по 600 пудів кожний) відвантажили по Гришино з Преображенського рудника В. Н. Файнштейна, який знаходився в районі Лисої гори, нині — територія селища міського типу Шевченко.
Відкриття великих кам'яновугільних рудників у зоні тяжіння до станції Гришине на початку ХХ століття призвело до поступового зростання вантажообігу станції. У 1909 році Гришине відправило 4,4 млн пудів, а прийняла — 1,4 млн пудів різних вантажів. Будівництво рейкових під'їзних колій, а після — нових протяжних залізниць загального користування в Гришинському вугленосному районі призвело до різкого збільшення вантажообігу станції Гришине. У 1913 році відправлення і прибуття вантажів по станції Гришине складало 7,8 млн пудів (з них 5,2 млн пудів — вугілля) і 1,8 млн пудів, відповідно. Вже у 1914 році чисельність населення у торгівельному селищі станції Гришине складала 4,5 тис. осіб. Вантажообіг станції склав 16,7 млн пудів, з них 8,3 млн пудів — відправлення, 6,9 млн пудів — прибуття, 1,5 млн пудів — перевантаження. І врешті-решт, станом на 1917 рік станція Гришине відправляла більше 10 тис. вагонів вугілля щорічно, приймаючі лише для рудників 1,5 тис. вагонів різних вантажів. У самому селищі працювали пивоварний завод, 4 парових млини, банк, храм, бібліотека тощо. Чисельність населення у пристанційному селищі зросла до 6 тис. осіб, — з'явилися передумови для надання Гришинові статусу міста.

### Визвольні змагання 1917—1922
Лютневий переворот у районі відбувся через 3–4 дні після падіння царської влади. До революції в районі діяла підпільна організація есерів, які першими й виступили на мітингу в самому місті. Були створені громадські комітети, до складу яких увійшли переважно власники й заможні селяни. До Гришинського міського громадського комітету були обрані: 6 власників, 1 службовець, 3 залізничники, один лікар та два машиністи. Перший склад громадських комітетів району очолювали есери. Більшовицької організації до самого Жовтневого перевороту в місті не існувало.
6 березня обрано Раду робітничих депутатів, у якій переважали меншовики та есери. Незабаром при раді була створена селянська сесія.
Так, під час відзначення 1 травня 1917 року, коли робітники Західно-Донецького і двох сусідніх руднів зійшлися на спільний страйк, робітники Лисогірської копальні, підтримуючи есерів і меншовиків, стали викрикувати «Геть більшовиків» і почали розходитися з мітингу. На загальноміському мітингу колаборанти-провокатори Едуард Медне та Біленький також спробували виступити, але, заледве непобиті, були арештовані при спробі сховатися, і тільки після переговорів, за наказом начальника поліції, есера Давидова, їх звільнили..
Постановою Тимчасового уряду від 3 червня 1917 р. «Про перетворення 41 сільського поселення в міста з уведенням в них Міського Положення» селище Гришине отримало статус міста та міську думу у кількости 23 гласних.
У серпні 1917 року проведено вибори Міської думи. Головою Гришинської міської думи був обраний Шевченко П.П., а міським головою – службовець Мельников А.С. (меншовик), помічником міського голови був обраний Лінда М.С. – службовець млина Маліса і слюсар депо Божченко Й.П.
У дні Жовтневого перевороту в місті спробували створити районний військово-революційний комітет. Частина залізничників організувала свій транспортний «ревком», до якого входили Шнібель, Кондратенко, Череватенко, І. Сурін, Н. Боровий. Дещо пізніше промисловці й залізнична адміністрація міста відповіли спротивом Жовтневому перевороту. Рада представників російсько-більшовицьких окупантів спробувала встановити тотальний контроль над виробництвом міста, на транспорті також створили технічні контрольні комісії, до установ були приставлені, так звані, озброєні комісари.
У грудні 1917 року — січні 1918 року організували Червону гвардію та роззброїли 3-ю кавалерійську дивізію, окремі частини якої перебували в околицях міста. Роззброєнням керував С. А. Хилько, який діяв за дорученням Центрального революційного комітету Донбасу Так звана Червона гвардія міста за неперевіреними джерелами місцевих комуністів налічувала 1000 осіб.

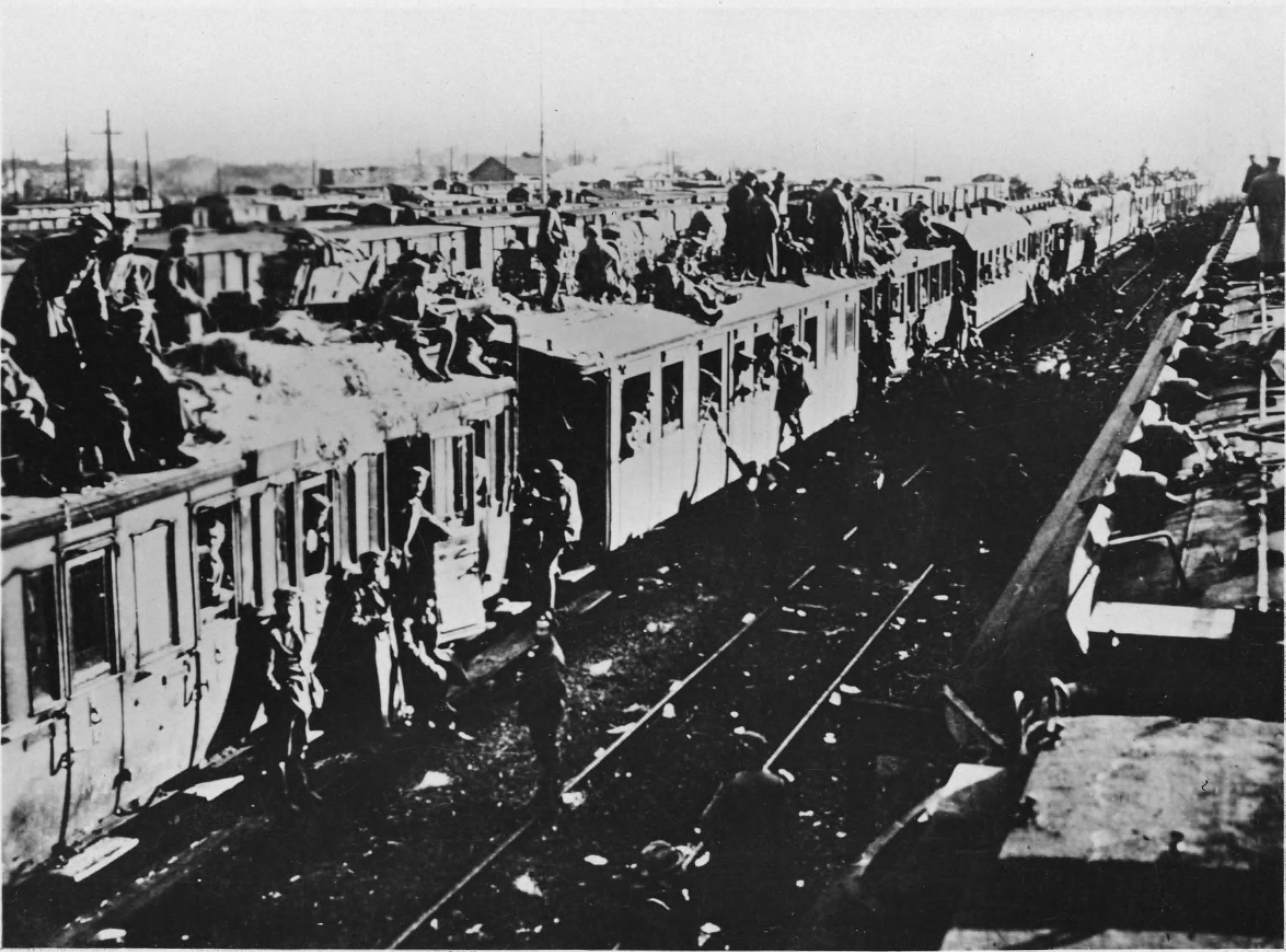
Демобілізація німецької армії, західний фронт, (1918)

Навесні 1918 року, у зв'язку з наближенням до Донбасу військ і частин Армії УНР місцеві громадяни, поміщики й багаті селяни стали чинити активний опір озброєним загонам більшовиків. Під приводом оборони Гришиного від наступу частин Армії УНР, у місті створили додаткові окупаційні загони Червоної армії. За розпорядженням ревкому поблизу села Сергіївка, за містом Гришине рили окопи, для чого ревком під загрозою розстрілу мобілізував усе населення від 18 до 45 років. Після недовгої стрілянини загони Червоної гвардії відступили з міста, а 21 квітня сюди зайшли спільні сили Четверного союзу. У місті створили Волосну земську управу. Профспілки гірників і залізничників заборонили, вони пішли в підпілля. Керівництво профспілковими організаціями взяв на себе т. зв. Горнотруд. У нелегальних правліннях союзу працювали Яковенко, Печериця, Стебні, Казаков. Головним завданням була робота з підготовки загального страйку. У серпні 1918 року залізничники Гришиного приєдналися до загального страйку. Був організований так званий маріонетковий страйковий комітет з Бакакіна, Стрельцова і Говора. У день початку страйку робітники транспорту розбіглися навколишніми хуторами, селами й полями, аби їх силою не вивели на роботу. За документально невстановленими даними, німці та залізнична адміністрація почали застосовувати репресивні заходи: закривали кооператив, обмежували доступ до питної води, почали виселяти з квартир.

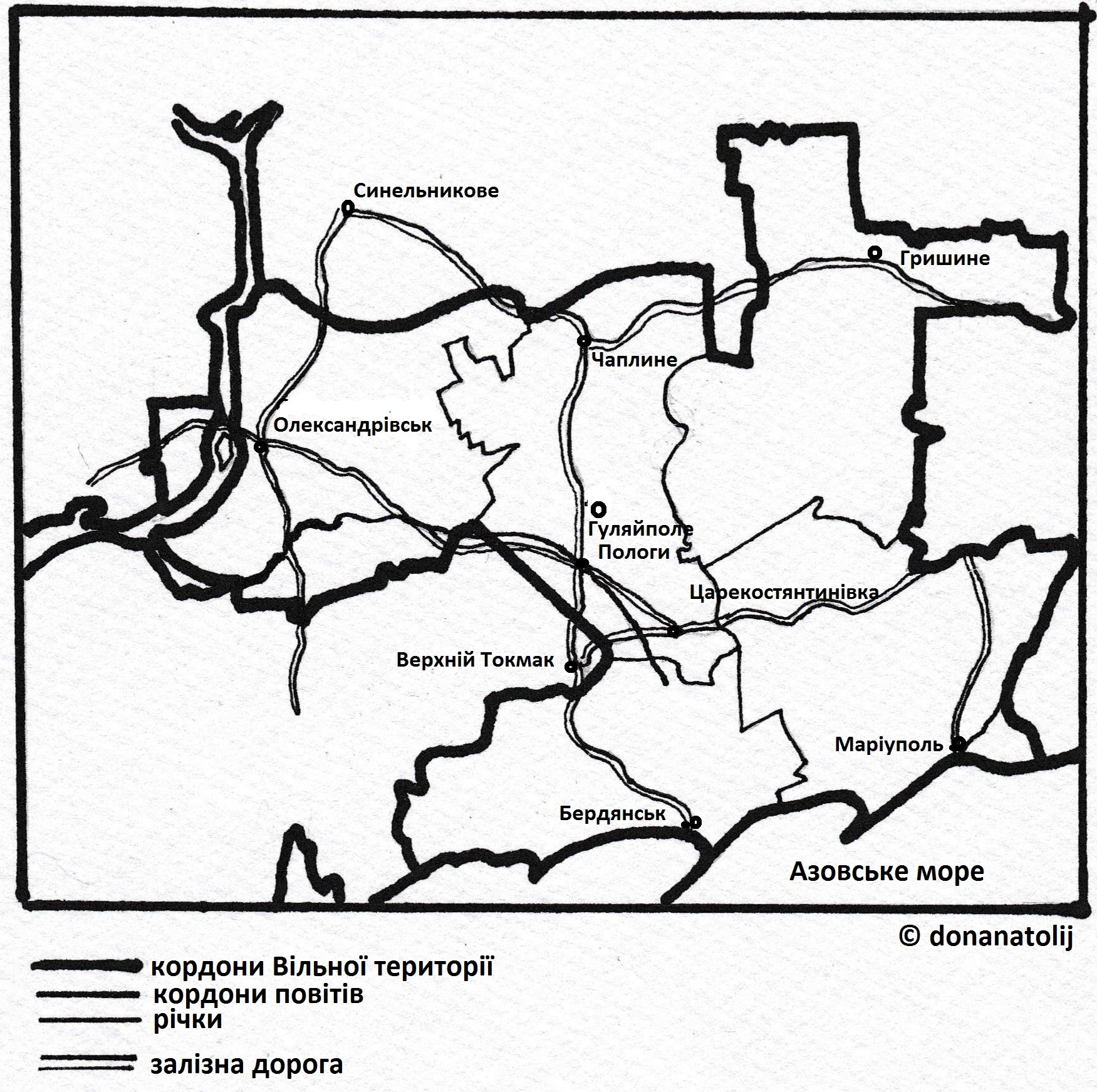
Вільна територія
У листопаді німці почали спішно евакуюватися. Коли в зв'язку з відходом німців відбулося падіння гетьманату, на станції Гришине з'явилися зі слів Віктора Білаша. "Центр Махно, — це Гуляйпільський повіт, а махновщини — Гуляйпільський, Гришинський, Маріупольський, Олександрівський і Бердянський повіти "

 перші збройні загони УНР, які організували охорону залізниці. Командири цих загонів оголосили, що вони є представниками влади України в місті. У середині листопада начальник української частини, сотник Гудвило, отримав директиву від свого командування роззброїти колаборантську Гришинську варту, але у нього для цього забракло сил. Тоді Гудвило звернувся до більшовиків з проханням допомогти роззброїти варту що і зробили .
19 листопада 1918 року у Покровську відбулось Антигетьманське повстання, і результаті котрого в місті та його околицях була відновленна влада Української Народної Республіки. А в самому місті колишній член УЦР Малашко М., почав формувати загін вільних козаків якій він назвав Курень Донецького кряжу. До початку грудня 1918 року Курень Донецького кряжу під командуванням Малашка розташовувався у Покровську і стримував просування на місто російських військ отамана Краснова.
Після роззброєння варти населення міста взялося до виборів ради. Для підтримання копалень, районний ревком наклав контрибуцію на «куркулів», чиї харчі розподіляли по копальневих базах для харчування робітників. Відповіддю на контрибуцію став розвиток повстанського руху в околицях міста. Для боротьби з повстанством, у місті були створені каральні загони так званої самооборони, які за рішенням Гришинського військового комісаріату влилися до регулярних окупаційних військ Червоної армії. Частину загонів зарахували до 75-го окупаційного радянського полку, а більша частина загонів влилася до війська Нестора Махна.
Регулярні окупаційні червоні загони не могли впоратися з махновських з рухом у Гришинському районі, упродовж декількох місяців вони сіяли абсолютне безвладдя, осередком якого стало Гришине. У березні — квітні 1919 р. до Гришинського району на боротьбу з українськими повстанцями були відряджені регулярні частини російських червоних окупантів з броньовиком.
5 травня 1919 року, через втечу червоних окупаційних частин із фронту, місто взяла під контроль так звана Добровольча (біла) російська окупаційна армія. У Гришині створили каральний загін Малиновського, який продовжив більшовицько-російську практику розстрілів і повішень на телеграфних стовпах.

### УРСР
Переживши Першу світову війну та Громадянську війну в Росії, станція Гришине під час радянської окупації розпочала відновлюватися, до 1925 року почали працювати: паровозне депо, цегельний завод, 6 шахт Гришинського рудоуправління. Змінилася назва станції і селища — спершу на Постишеве, а в березні 1938 року — Красноармійське. У жовтні 1938 року селище отримало статус міста.

### Німецько-радянська війна

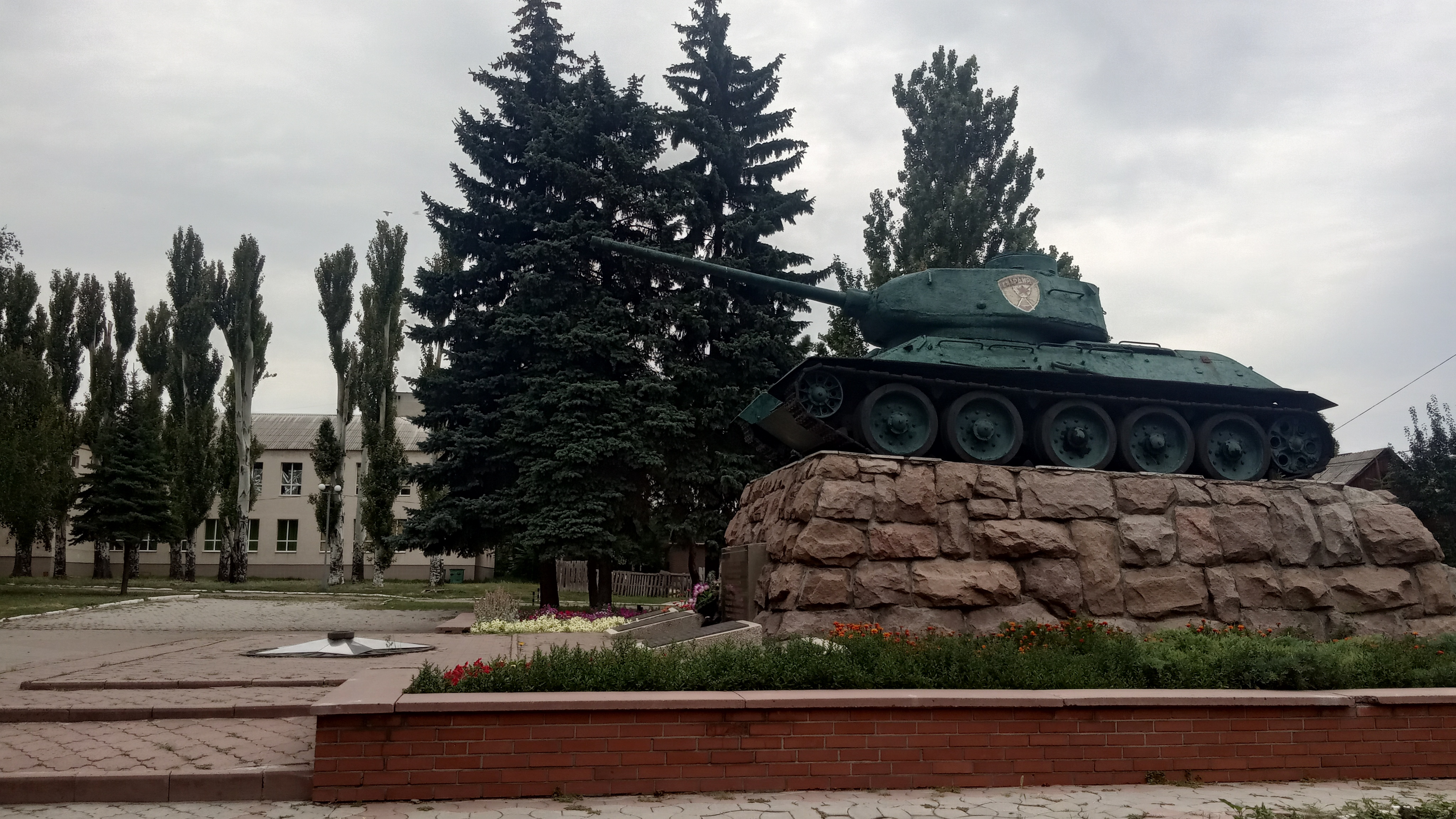
Братська могила радянських воїнів та підпільників, пл. Шибанкова, 10

У роки Другої світової війни понад 1000 жителів знищили німецькі окупанти, 4788 краян загинули на фронтах, кількість знищених людей радянськими окупантами замовчується.

### Післявоєнний період
30 грудня 1962 року місто Красноармійське перейменоване на Красноармійськ і віднесене до міст обласного підпорядкування.

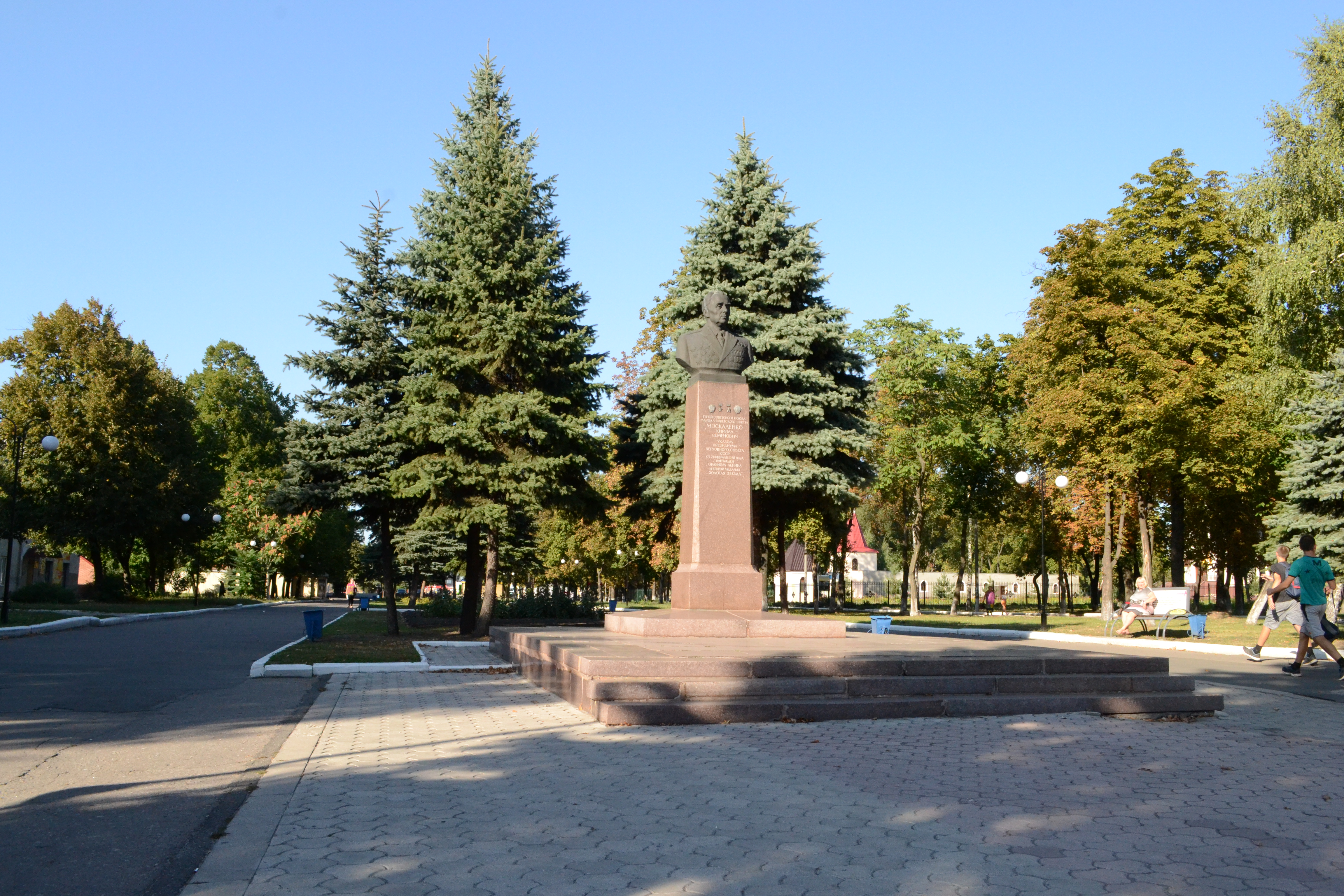
Пам'ятник Москаленку К.С., двічі Герою Радянського Союзу

На початку 1970-х років побудовані місцеві: молокозавод, м'ясокомбінат, почалося спорудження шахти «Красноармійська-Західна № 1». Проведено технічне переозброєння залізничного вузла. 1970 року місто газифікували.

### Незалежна Україна

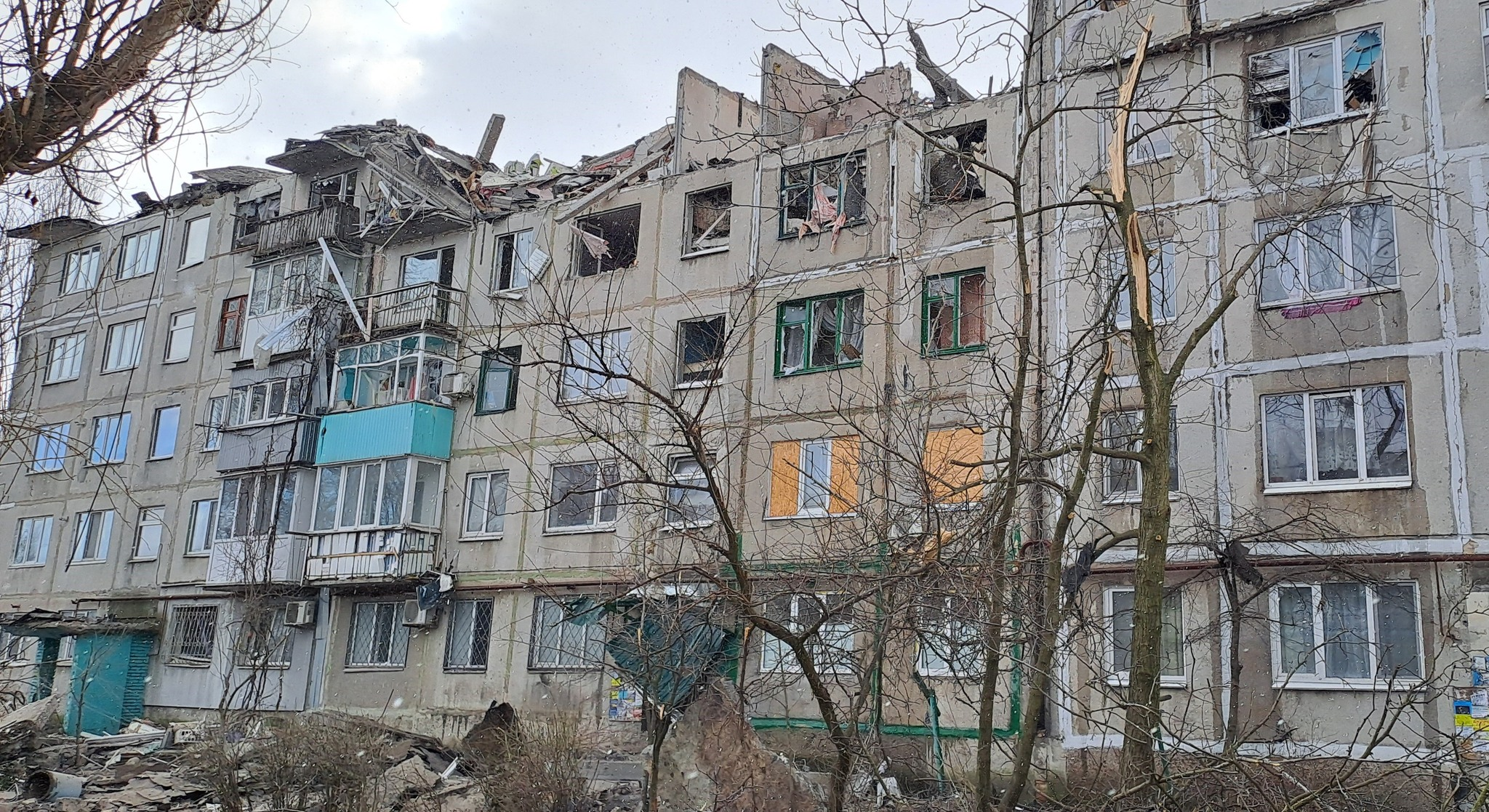
Пошкоджений будинок

12 травня 2016 року постановою Верховної Ради України № 1353-VIII Красноармійськ перейменовано на Покровськ від слова Святої Богородиці

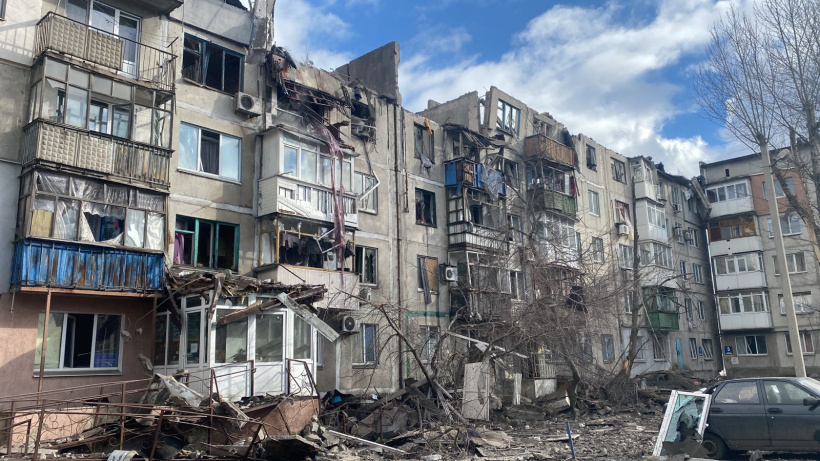
Ракетний удар по місту 15 лютого 2023 року

18 березня 2022 року російські війська обстріляли місто новітніми керованими касетними реактивними снарядами РСЗВ 9К515 «Торнадо-С». Двоє людей загинуло, поранено близько 10 людей. Був перебитий газопровід, пошкодженні автівки, вікна будинків, дошкільного закладу, продуктового магазину. 
7 серпня 2023 року російські війська здійснили ракетний удар по центру міста.
13 жовтня 2023 року, о 08:30, окупанти завдали ракетного удару по центру міста Покровська з ОТРК «Іскандер-М». Внаслідок удару одна людина загинула, 12 постраждалих осіб, частково зруйновано дві адміністративні будівлі.
6 січня 2024 року Покровськ та Рівне (Мирноградської громади) були обстріляні ракетами С-300, внаслідок російської атаки загинуло 11 людей, з них 5 — діти, іще 8 — отримали поранення.
Станом на грудень 2024 року окупаційні війська знаходяться в 2-3 км від околиць міста.
2 січня 2025 росіяни зруйнували синьо-жовту стелу на в’їзді в місто ударом КАБу.
Загинув у боях за місто
- Петрук Валентин Васильович (1997—2022) — старший солдат Збройних сил України, учасник російсько-української війни, загинув 23 квітня 2022 року в ході російського вторгнення в Україну.

## Населення
За даними перепису 2001 року населення міста становило 68740 осіб, із них 39,39 % зазначили рідною мову українську, 59,84 % — російську, 0,18 % — вірменську, 0,10 % — білоруську, 0,03 % — молдовську, 0,02 % — циганську, 0,01 % — грецьку та німецьку, а також польську, болгарську, гагаузьку, угорську, словацьку та єврейську мови.

### Національний склад
Національний склад населення за даними перепису 2001 року:
| Національність  | Відсоток |
| --------------- | -------- |
| українці        | 75,04%   |
| росіяни         | 22,09%   |
| білоруси        | 0,67%    |
| вірмени         | 0,37%    |
| азербайджанці   | 0,26%    |
| греки           | 0,19%    |
| татари          | 0,18%    |
| молдовани       | 0,16%    |
| інші/не вказали | 1,04%    |

### Мовний склад
Розподіл населення за рідною мовою за даними перепису 2001 року:
| Мова            | Кількість | Відсоток |
| --------------- | --------- | -------- |
| російська       | 41132     | 59.84%   |
| українська      | 27080     | 39.39%   |
| вірменська      | 122       | 0.18%    |
| білоруська      | 66        | 0.10%    |
| румунська       | 22        | 0.03%    |
| циганська       | 16        | 0.02%    |
| інші/не вказали | 302       | 0.44%    |
| Усього          | 68740     | 100%     |

## Економіка

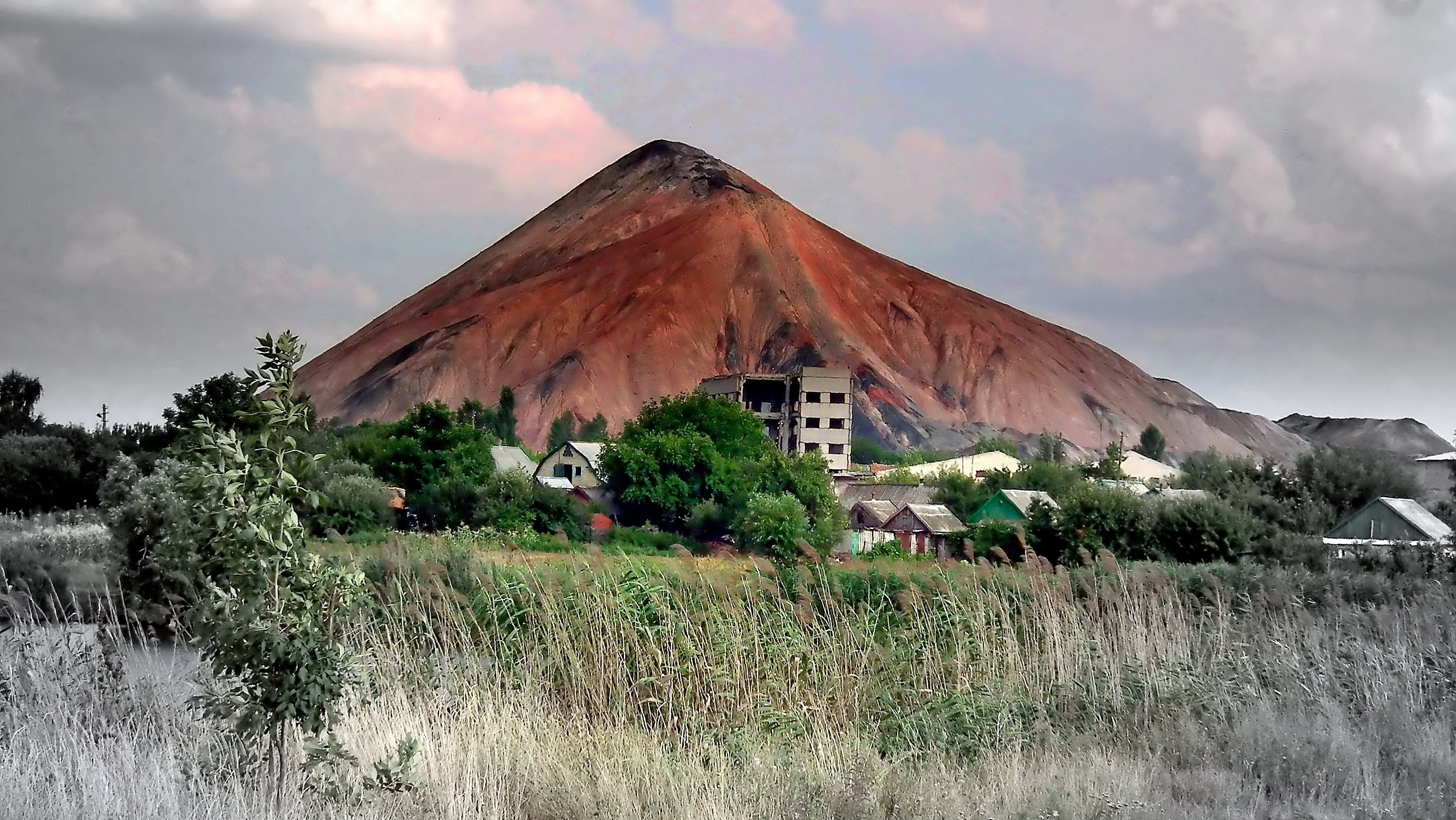
Один з териконів в межах міста

Нині Покровськ — велике промислове місто, на його території працює 20 підприємств шести основних галузей промисловості.
Старий центр вугільних шахт Донецького басейну (з 1884 року). У місті працюють флагмани вугільної промисловості України — шахта «Краснолиманська» та ПАТ Шахтоуправління «Покровське») (видобуток вугілля в 2005 році — 6 241 тис. тонн). Крім того, розвинена індустрія будівельних матеріалів й обслуговування залізниці.
5 заводів машинобудівної галузі (у тому числі, випуск електродвигунів), два підприємства з виробництва будматеріалів (вогнетриви, динасовий завод), швацька фабрика, хлібозавод, м'ясокомбінат, молокозавод, харчова фабрика.
У місті триває будівництво житла, об'єктів культурного та спортивного призначення. 1999 — Красноармійськ (нині — Покровськ) визнано територією пріоритетного розвитку.
У промисловості працює більш як 50 % від загальної кількості зайнятих в народному господарстві, на транспорті — близько 20 %.
- Динасовий завод (вул. Івана Мазепи)
- Вагонне депо (вул. Івана Мазепи)
- ДВАТ «ШСУ № 3» (вул. Добропільська)
- ВАТ «Автобаза» Укрбуд (вул. Захисників України)
- Бізнес-центр ТОВ «Красноармійський електромеханічний завод» (мікрорайон «Південний»)

Обсяг промислового виробництва — 797 млн гривень (на 1 жителя — 9 781 грн). Індекс промислового виробництва — 102,8 % у 2003 році відповідно до 1990 року.
Викиди шкідливих речовин у 2003 році в повітря від джерел забруднення міста — 39,3 тис. тонн. Місто є також центром значного сільськогосподарського району.

## Транспорт

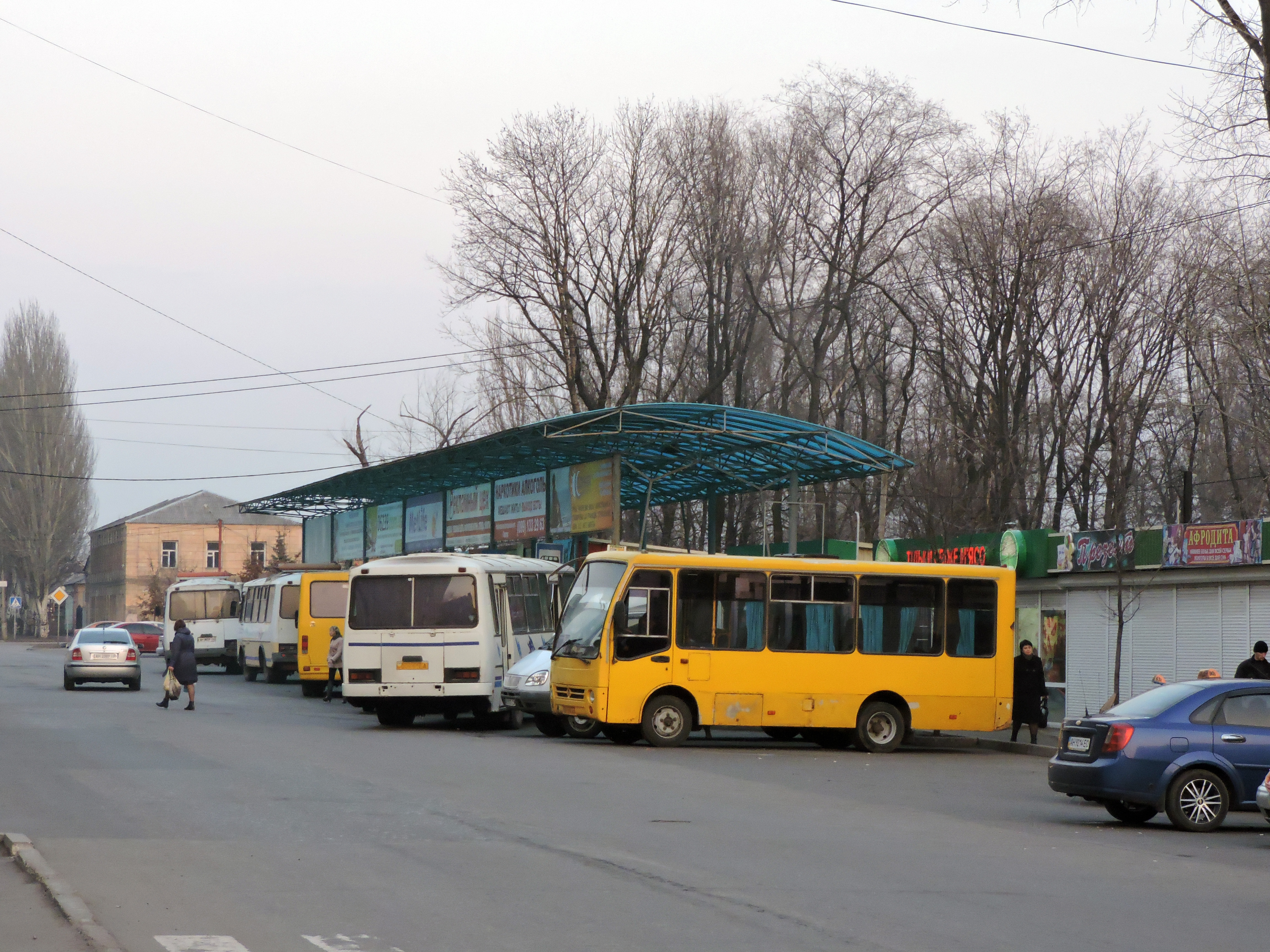
Зупинка автобусів на вулиці Центральна

Територією міста проходить автошлях М30E50.
У місті розташована однойменна вузлова залізнична станція на перетині ліній Дніпро — Ясинувата та Лозова — Рутченкове.
Маршрути Покровського маршрутного таксі:
- №2 (АС)Колгоспний ринок–Дачна,
- №3 Залізничний вокзал–Магазин Люкс,
- №5 Залізничний вокзал–(АС)Колгоспний ринок,
- №8 Сквер соборний–(Кільцевий),
- №10 Залізничний вокзал–Мікрорайон «Лазурний»,
- №25 (АС)Колгоспний–Шахтарська(Родинське),
- №28 Залізничний вокзал–Селище Шевченко,
- №107 Залізничний вокзал–мікрорайон «Сонячний»
- №108 Залізничний вокзал–(АС)«Покровськ»

## Екологія
Викиди забруднюючих речовин у атмосферу стаціонарними та пересувними джерелами забруднення (тис. т)
| 2000 | 26.6 |
| 2010 | 36.9 |
| 2011 | 44.2 |
| 2012 | 35.7 |
| 2016 | 68.1 |

## Фінанси
Дохід бюджету міста в 2004 році склав 34 409,8 тис. гривень, з них перераховано до державного бюджету України 9 628,1 тис. гривень. Бюджет міста в 1976 році — 11 100 тис. карбованців, у тому числі на охорону здоров'я — 5 тис. 500 карбованців, на культуру й освіту — 4 200 тис. карбованців, на впорядкування та житлово-комунальні господарства — 1 000 тис. карбованців.
Експорт товарів у 2003 році — 62,6 млн доларів США. Прямі іноземні інвестиції на 2003 рік — 3,7 млн доларів США. Обсяг вироблених послуг у 2003 році — 72,2 млн гривень. Коефіцієнт безробіття — 3,3 %. Середньомісячна зарплата у 2003 році — 868 гривень.

## Культура та освіта
- Покровська міська рада,

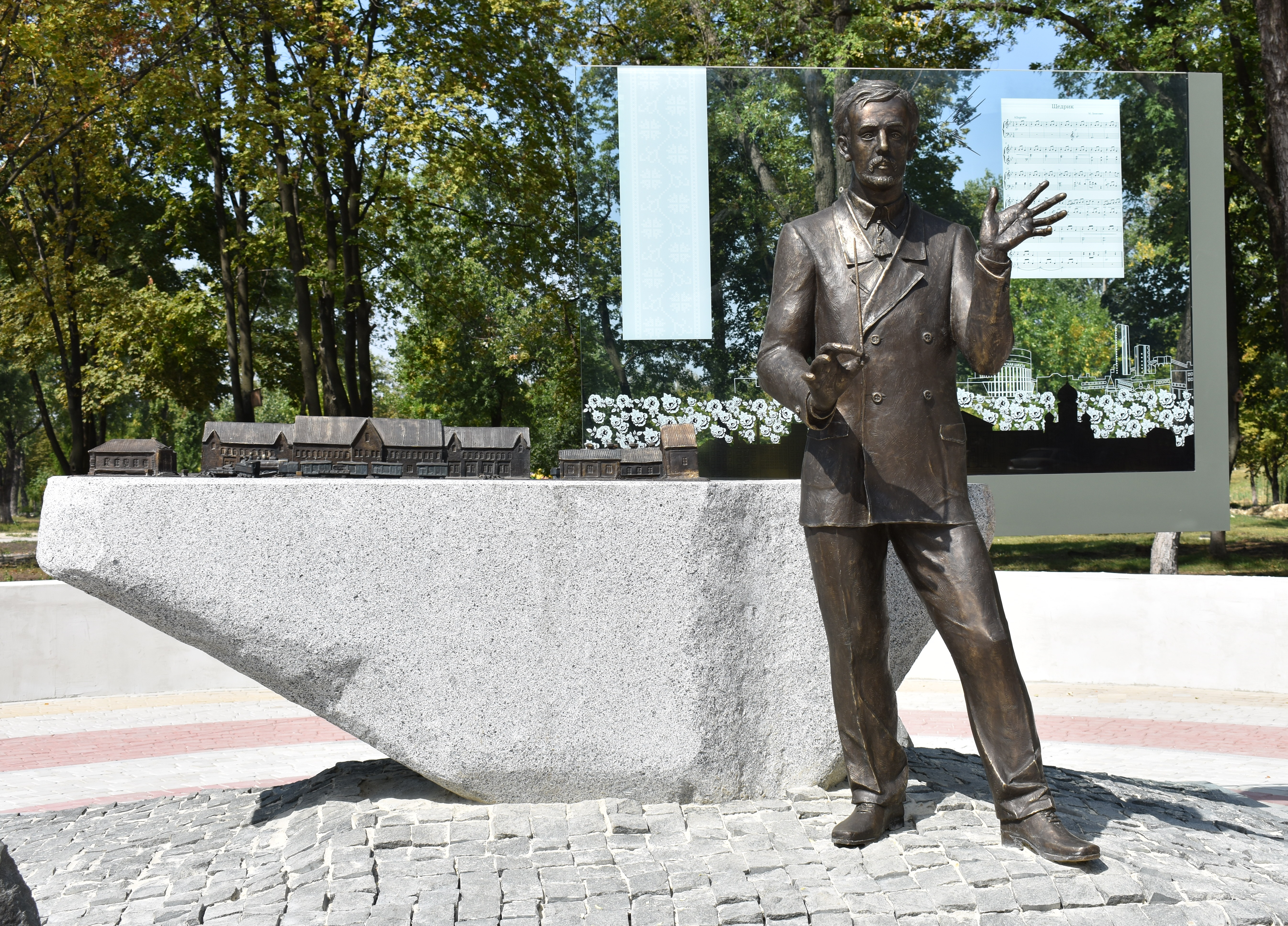
Скульптурна композиція присвячена Миколі Леонтовичу

- Центральна міська бібліотека імені Т. Г. Шевченка (вул. Європейська),
- Свято-Михайлівський храм (Сквер Соборний),
- Пам'ятник Миколі Леонтовичу (Парк Ювілейний),
- Меморіал воїнів визволителів,
- Пам'ятник загиблим Афганцям,
- Бульвар Андрющенко,
- КПСМНЗ «Покровська музична школа ім. М. Д. Леонтовича» (вул. Поштова, 2),
- Донецький національний технічний університет (пл. Незалежності, 2),
- Палац культури ПАТ Шахтоуправління «Покровське» (пл. Незалежності),
- Центр творчості та дозвілля [42] (вул. Поштова),
- Покровський навчально-виховний комплекс (мікрорайон «Лазурний»),
- Клуб імені Комарова (вул. Київська),
- СПТУ № 38 (вул. Захисників України),
- Загальноосвітня школа №15,
- Загальноосвітня школа №14,
- Загальноосвітня школа №12,
- Загальноосвітня школа №10,
- Загальноосвітня школа №9,
- Загальноосвітня школа №6,
- Загальноосвітня школа №5,
- Загальноосвітня школа №4,
- Загальноосвітня школа №3,
- Загальноосвітня школа №2,
- Багатопрофільна гімназія №1,
- Дві Водонапірні вежі,
- Покровський міський центр зайнятості,
- Стадіон «олімпієць» (парк ювілейний),
- Стадіон «олімпійський»,
- Шибанкова площа,
- Танк Т-34 Пам'ятник,
- ПТУ №38,
- Покровське педагогічне училище
- Проспект Миру (Алея).
- Спортивний комплекс «Металург»

В місті діє наукове історико-краєзнавче об'єднання «Спадщина».

## Релігія

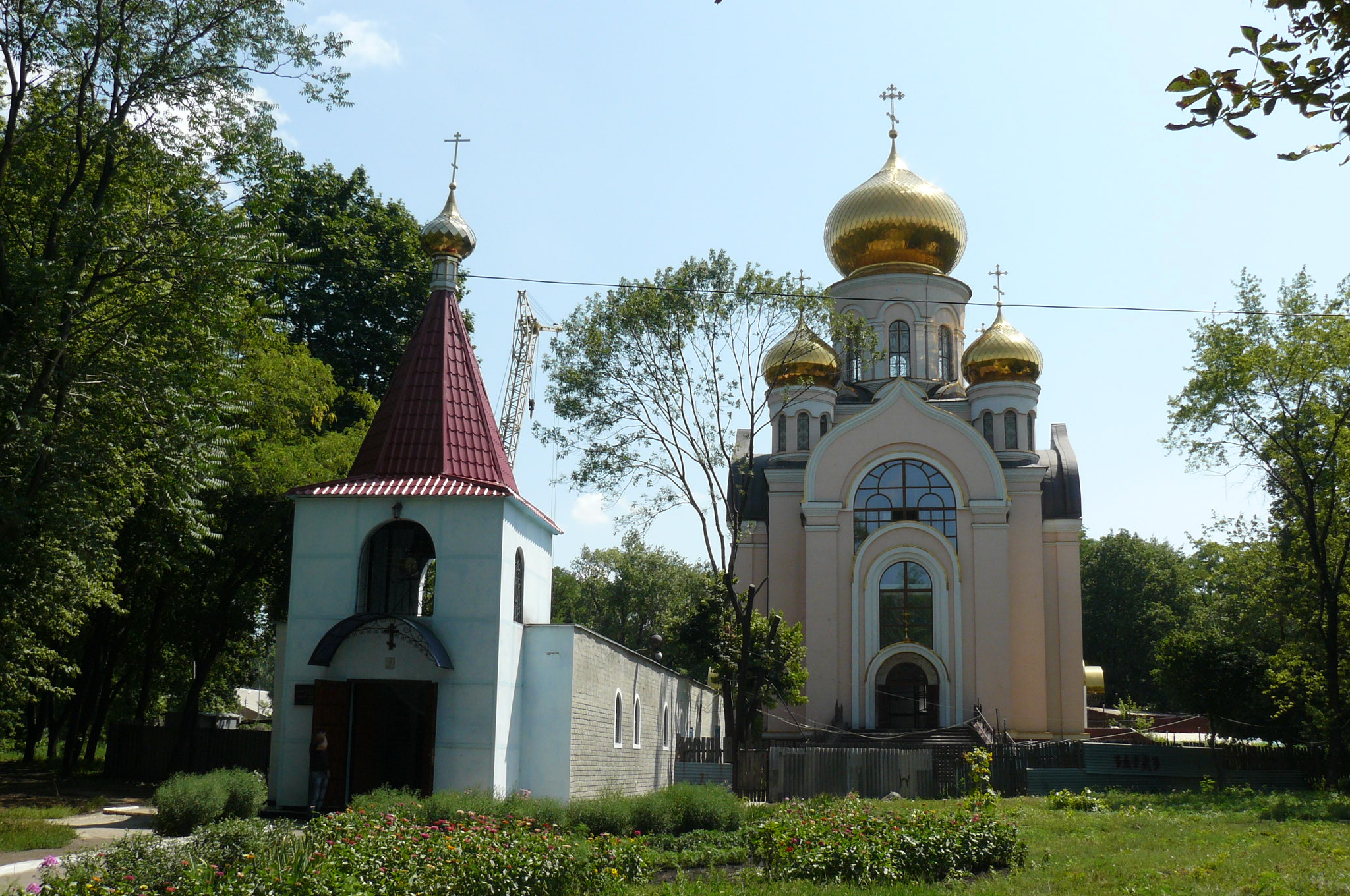
Свято-Михайлівський собор (РПЦвУ)

До Жовтневого перевороту велика кількість вірян-католиків мала власну каплицю, котра належала до парафії св. Йосифа у Катеринославі (тепер — Дніпрі). Її доля невідома. 7 квітня 2013 року єпископ Мар'ян Бучек освятив скульптуру Фатимської Матері Божої, котра є перед будинком, у якому розташовано сучасну каплицю.  Також у місті є православний Свято-Михайлівський храм УПЦ МП, Православна парафія прп. Амфілохія Почаївського ПЦУ, парафія святого Юрія УГКЦ.
Серед протестантів діє Церква адвентистів сьомого дня.

## Соціальна сфера
У місті розташовується зелений масив на 80 га, 11 палаців культури, 6 лікарень та 8 поліклінік (140 лікарів, 425 медичних працівників), 10 шкіл (в тому числі ЗОШ № 4, НВК № 2) (9 000 учнів), бібліотеки.
- Покровський історичний музей[43][44]
- Донецький національний технічний університет
- Покровський педагогічний коледж
- Покровський міський ліцей «Надія»
- КНП «Покровська клінічна лікарня інтенсивного лікування» Покровської міської ради Донецької області (вул. Івана Сірка, 73)
- КНП «Покровська міська лікарня» Покровської міської ради Донецької області (вул. Степана Бовкуна 20)[45]

## Міста-побратими
- Зугдіді, Грузія (2013)

## Відомі особи
Уродженці:
- Анчишкін Владлен Миколайович — прозаїк, драматург, перекладач.
- Благонадежин Владислав Васильович  — просвітній і громадський діяч на Катеринославщині, юрист, член Просвіти.
- Нечипір Губа — сотник Армії УНР.
- Валерій Гужва — український письменник.
- Зварич Петро Юрійович — старший солдат Збройних сил України, учасник російсько-української війни.
- Костянтин Єлісєєв — український дипломат. Надзвичайний і Повноважний Посол України. Заступник Міністра закордонних справ України (2007—2010). Представник України при Європейському Союзі з 2010 року.
- Юрій Кот — піаніст.
- Володимир Кравець — боксер.
- Валерій Курінський — науковець, письменник, поет, поет-пісняр, філософ, композитор, музикант, перекладач із більш як сотні мов, дослідник.
- Віталій Мандрик (1987—2015) — старший лейтенант МВС України, учасник російсько-української війни.
- Маричев Дмитро Михайлович (1996—2022) — старший солдат Збройних сил України, учасник російсько-української війни.
- Мірошкін Іван Сергійович — офіцер Добровольчої армії.
- Іван Надточій — радянський офіцер, Герой Радянського Союзу.
- Олександр Рябокрис — український режисер, лавреат премії ім. Василя Стуса. Творець телефільмів, що досліджують життя України й українців у минулому.
- Андрій Ткачук — майор Збройних сил України, учасник війни на сході України (2014 — понині), Герой України.
- Мільковський Євген Геннадійович — музикант, соліст гурту «Нервы».
- Юденич Сергій Володимирович — поручик Добровольчої армії.
- Москаленко Кирило Семенович (1902—1985) — український радянський військовий діяч, Маршал Радянського Союзу.
- Тендітник Ярослав Володимирович (1980—2014) — солдат Збройних сил України, учасник російсько-української війни.

У Покровську останні роки життя прожив учасник українського руху опору Данило Шумук..
В місті працювали:
- Микола Леонтович (1877—1921), український композитор, хоровий диригент, музикант, педагог — деякий час працював учителем співу в школі на ст. Гришине (тепер м. Покровськ). У серпні 2018 року в Покровську на честь Леонтовича встановили пам'ятник[47].
- Михайло Малашко (1885—1920), член Української Центральної Ради, головний отаман Донецького кряжу. У 1918 році працював викладачем на ст. Гришине та очолив Антигетьманське повстання у місті у листопді 1918 року. Також він створив на ст. Гришине загін вільних козаків — Курень Донецького кряжу.
- Андрій Ксенчук (1980—2017) — солдат Збройних сил України, учасник російсько-української війни.
- Владислав Казарін (28 вересня 1994 — 10 серпня 2016) — солдат Збройних сил України, учасник російсько-української війни. Указом Президента України № 522/2016 від 25 листопада 2016 року нагороджений орденом «За мужність» III ступеня (посмертно)
- Андрій Чирва (1972—2018) — старший солдат Збройних сил України, учасник російсько-української війни.

Про місто писав Сава Божко у романі «В степах»:
|  | "Курів степ копальнями, сходились і з'їздились юрби безробітіньої людності, а пунктом їхнього розподілу була станція Генераш. І коли маси робочої людності розпорошились по копальнях, коли увірвалися в підземні товщі степу, тоді тут і там погнало могили сіро-червоної породи та чорно-синього вугілля. Станція стала місцем розподілу і робочої сили, і вугілля, і хліба. Майдан навколо станції обсіли крамниці й будинки ремісників та містечкового купецтва. Закуріли димарі величезних парових млинів, а забране з околішніх сіл та економій зерно перемелювалось на борошно й шло на копальні та далі на заводи Донбасу". |

## ЗМІ

### Газети
- «Маяк» [49]
- «Телескоп» [50]

### Телебачення
- Телекомпанія «Капрі» [51]

### FM-радіомовлення
| №п/п | Назва                             | Частота, МГц | Потужність | Адреса вежі               | Передавач |
| ---- | --------------------------------- | ------------ | ---------- | ------------------------- | --------- |
| 1    | «Люкс FM»                         | 92,5         | 0,1        | вул. Захисників України 1 | ДФКРРТ    |
| 2    | «Українське радіо»                | 98,8         | 0,5        | вул. Захисників України 1 | ДФКРРТ    |
| 3    | «Громадське радіо»                | 99,6         | 0,5        | вул. Захисників України 1 | ДФКРРТ    |
| 4    | «Перець FM»                       | 100,7        | 0,25       | вул. Захисників України 6 |           |
| 5    | «Армія FM»                        | 101,4        | 0,3        | вул. Захисників України 1 | ДФКРРТ    |
| 6    | «Best FM»                         | 101,9        | 0,1        | вул. Захисників України 6 |           |
| 7    | «Радіо П'ятниця» (немає мовлення) | 103,3        | 0,1        | вул. Залізнична 179       |           |
| 8    | Радіо М                           | 103,7        | 0,1        | вул. Захисників України 1 | ДФКРРТ    |

### Інтернет-ЗМІ
- Медіа-центр «Вчасно UA» [52]
- 06239.com.ua [53]
- pokrovsk.city [49]
- DDK.DN.UA [54]

## Галерея

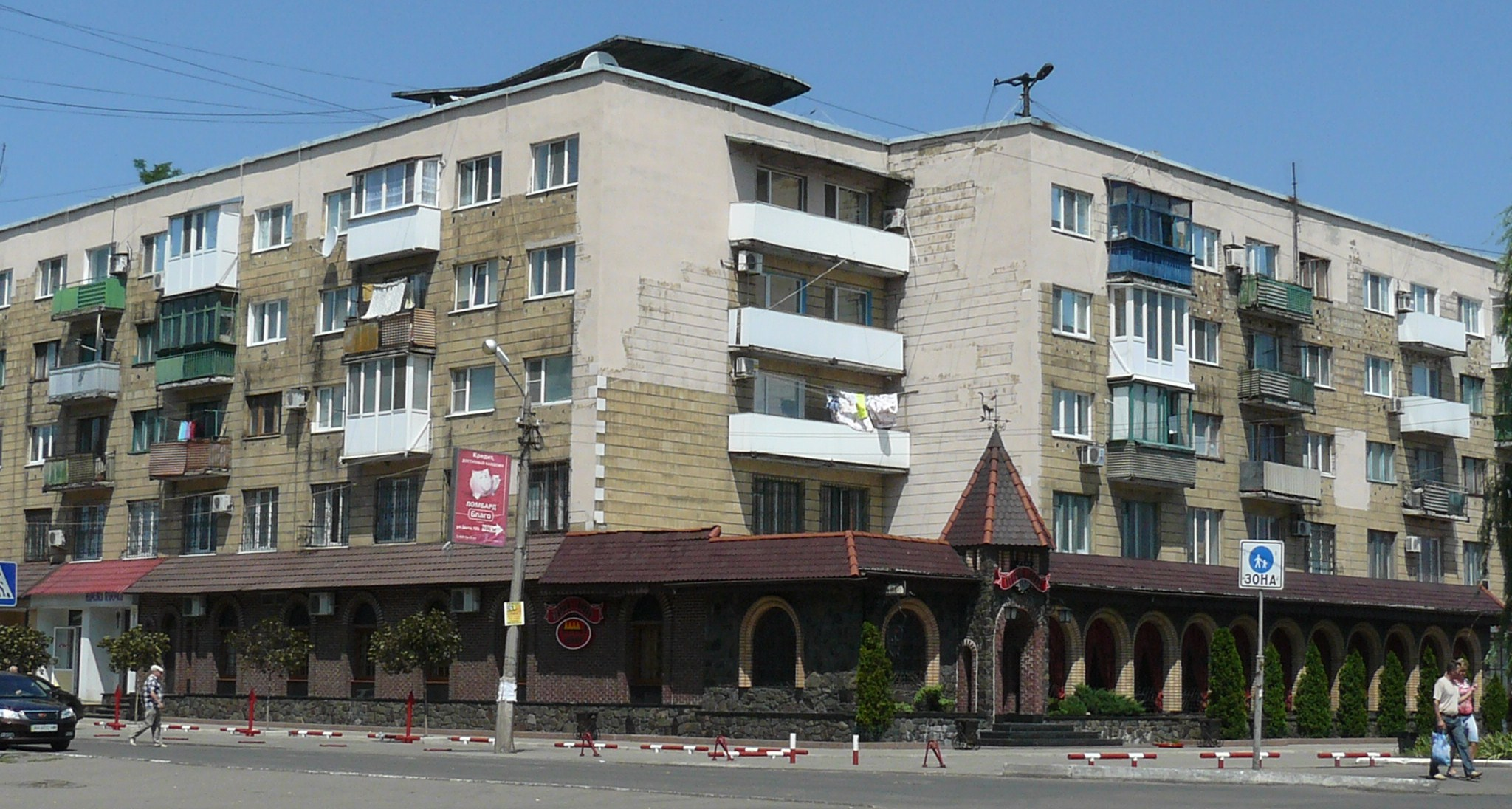
Центр міста
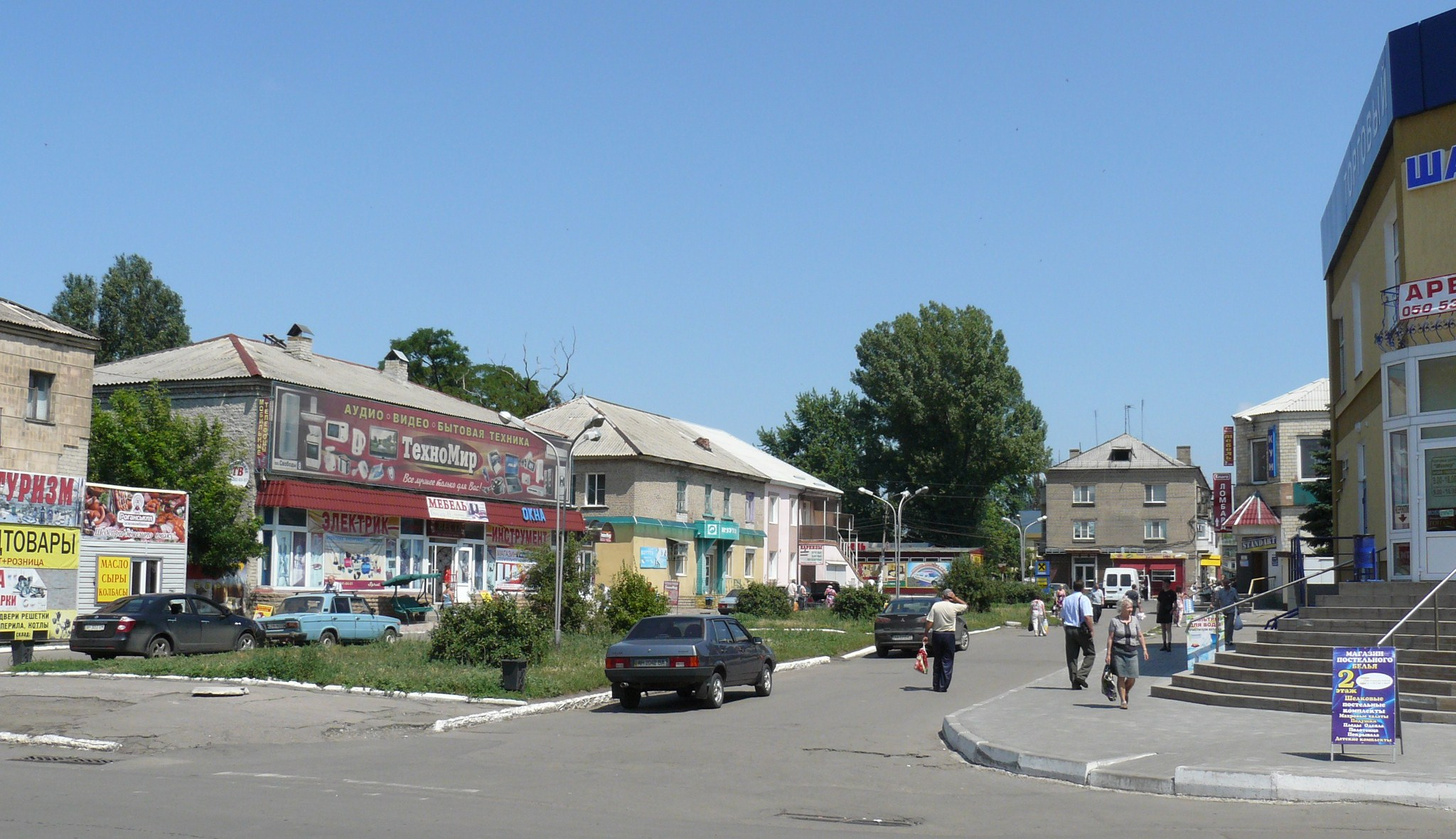
Центр міста
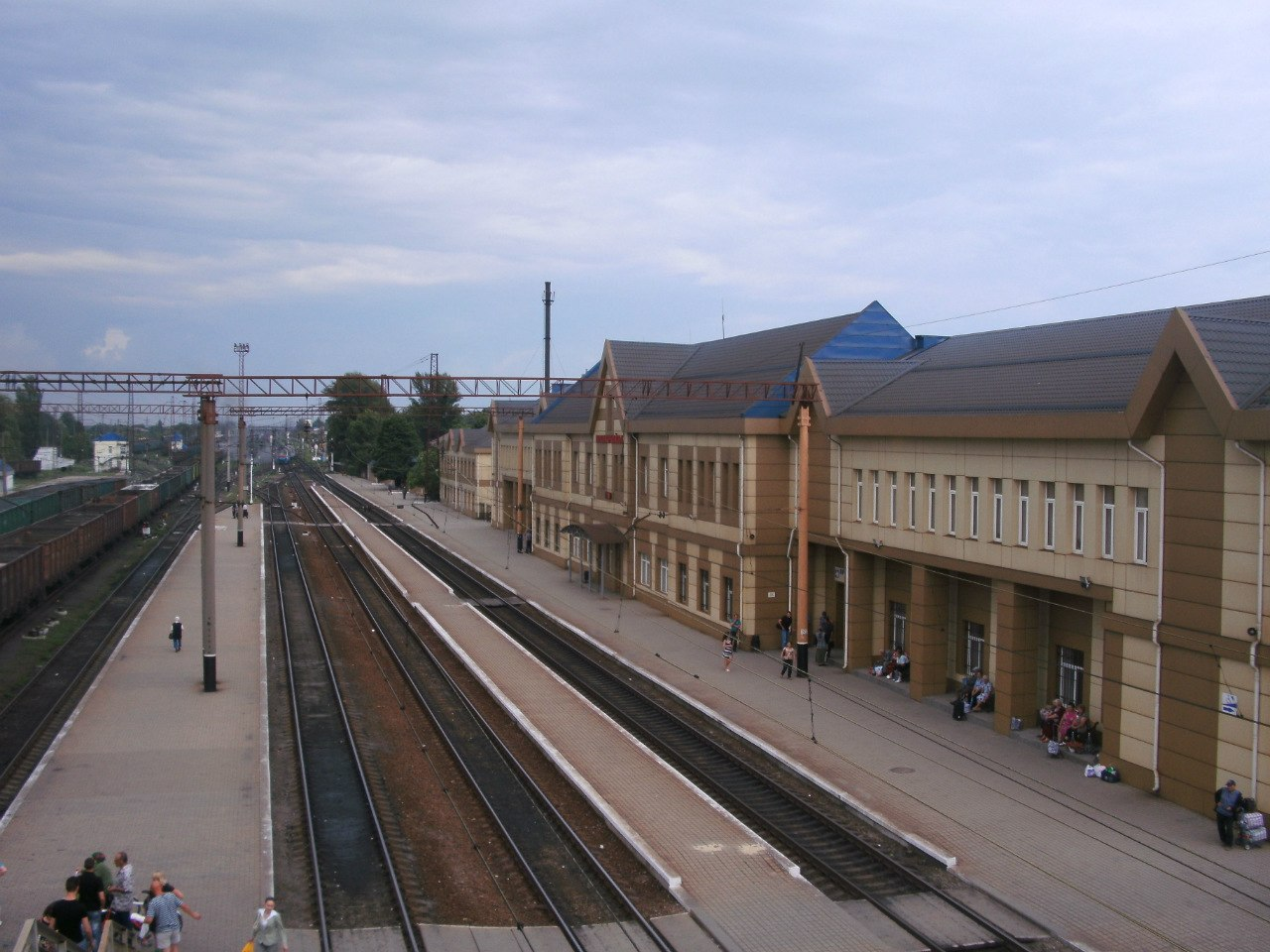
Залізнична станція Покровськ